# 丹尼斯-皮埃什博物馆

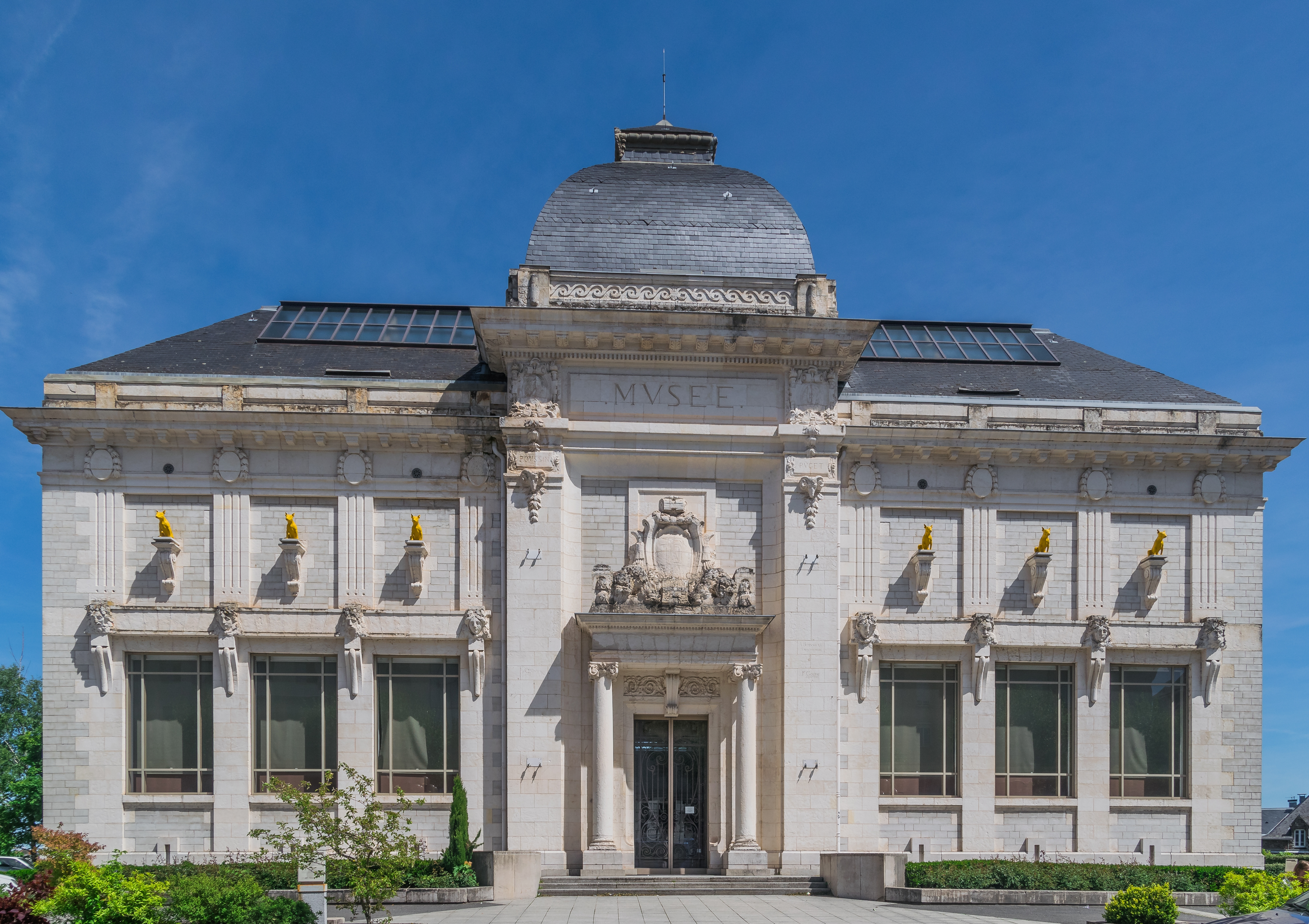
丹尼斯-皮埃什博物馆

丹尼斯-皮埃什博物馆（法語：Musée des Beaux-Arts Denys-Puech）是位于法国罗德兹的一家艺术画廊。这是一座以19世纪为重点的美术博物馆和一座向新创作开放的当代艺术博物馆。
它由雕塑家丹尼斯·皮埃什（Denys Puech）于1910年创立。丹尼斯·皮埃什是1884年罗马大奖赛的获得者，也是法兰西第三共和国的官方雕塑家之一。该建筑由建筑师安德烈·博耶（André Boyer）于1910年建成，同时设计了一个带有大型窗台的底层，用于丰富雕塑的收藏。

## 历史
在向罗德兹市提供了大量雕塑和绘画收藏后，丹尼斯·皮埃什说服他的朋友，东方主义画家莫里斯·邦帕德（Maurice Bompard）和雕刻家尤金·维亚拉（Eugène Viala），捐赠了他们的一些作品来作为博物馆的藏品。
该博物馆在20世纪80年代进行了翻新和扩建。1989 年，弗朗索瓦·莫雷莱（François Morellet）在南北两面的外墙上创造了一体化的设计。它们只有从一个精确的角度才能看到，因此当游客移动时就会消失在建筑物的建筑中。2005年，雕塑家Aurèle Ricard创作了六只涂有黄色的青铜狗，作为博物馆发起的公共委员会的一部分。该系列名为《向安托南·阿尔托致敬》，并安装在自博物馆建成以来一直处于空置状态的博物馆立面的控制台上。